# Aredale
Aredale  – miasto w Stanach Zjednoczonych, w stanie Iowa, w hrabstwie Butler.

## Demografia
W 2000 liczyło 89 mieszkańców. W 2023 liczba mieszkańców spadła do 59 osób, a gęstość zaludnienia poniżej 40 osób/km².